# Calliphora xanthura
Calliphora xanthura är en tvåvingeart som först beskrevs av Jacques-Marie-Frangile Bigot 1888.  Calliphora xanthura ingår i släktet Calliphora och familjen spyflugor. Inga underarter finns listade i Catalogue of Life.